# GameTrailers
GameTrailers (сокращённо GT; рус. Игровые трейлеры) — веб-сайт, специализирующийся на игровом видеоконтенте. На GameTrailers размещаются видеоролики и трейлеры компьютерных игр (ПК-игр, консольных и мобильных игр): кинематографические ролики, превью, ревью, интервью с разработчиками, геймплейные ролики. Пользователям сайта предоставляется полный бесплатный не требующий регистрации доступ ко всему видеоконтенту. При этом видеоматериалы в большинстве случаев можно смотреть как в онлайне (через интернет-браузер), так и сохранить на локальный компьютер пользователя. Множество видеороликов предлагается для скачивания в двух стандартах: высокое качество (950*540 пикселей) и среднее качество (480*360 пикселей). В качестве кодеков как правило используются WMV и QuickTime.
Пользователи могут загружать на сайт GameTrailers видео, создавать блоги и участвовать в форумах. Они также могут создавать фракции (общины) по играм или другим интересам. У фракций есть доступ к частным закрытым форумам. Сайт GameTrailers имеет собственную валюту, которая может быть заработана через различные взаимодействия с веб-сайтом и может использоваться для покупки как виртуальных, так и реальных товаров. Ранее эта валюта называлась GTD (англ. GameTrailers Dollars — рус. доллары GameTrailers), но теперь переименована в GTP (англ. GameTrailers Points — рус. пункты GameTrailers).

## История сайта
GameTrailers.com был основан Джефом Гротсом (англ. Geoff Grotz) и Брэндоном Джонсом (англ. Brandon Jones) в 2003 году. Джон Слашер (англ. Jon Slusser) и его компания «Hornet Animation» инвестировали появление (запуск) сайта, и поэтому Слашер стал генеральным президентом (CEO) GameTrailers. В ноябре 2005 года GameTrailers был приобретён компанией «MTV Networks» за нераскрытую сумму.
Первая версия журнала GameTrailers была показана на GT Weekly и премирована в августе 2005 года Амандой МакКей (англ. Amanda MacKay) и Дэниелом Кайзером (англ. Daniel Kayser). После 44 серий, в марте 2007 года, шоу было переименовано в «GameOne», а также был выделен оперативный чат, где зрители могли обсуждать шоу.
В феврале 2007 года игровой веб-сайт «ScrewAttack» начал предоставлять информационный контент для GameTrailers, включая Top Tens, Video Game Vault и серии «The Angry Video Game Nerd». Вскоре после этого телевизионное шоу «Game Head» канала Spike TV также начало сотрудничать с GameTrailers.
21 августа 2007 года компания «MTV Networks» реструктуризовала свой отдел развлечений и объединила Ifilm.com и SpikeTV.com в Spike.com, а также сгруппировала это новое образование вместе с GameTrailers и Xfire в Spike Digital Entertainment и назначила Джона Слашера на должность младшего вице-президента, Джефа Гротса на должность вице-президента по развитию продукции и Брэда Винтерса (англ. Brad Winters) на должность генерального менеджера сайта GameTrailers.com.
25 января 2008 года «GameOne» был заменён Gametrailers TV, переименованной версией телевизионного шоу «Game Head» канала Spike TV, которое всё ещё вёл канадский игровой журналист Джеф Кэйли (англ. Geoff Keighley). Однако теперь шоу было продуцировано GameTrailers в сотрудничестве с Амандой МакКей и Дэниелом Кайзером. Шоу показывается по телеканалу Spike TV в каждую пятницу в 1.00 ночи.
9 февраля 2016 года в Twitter GameTrailers появилась запись о закрытии сайта.
После закрытия сайта в феврале 2016 года, права на бренд GameTrailers и YouTube канал были переданы IGN.